# Woodmere (New York)
Pour les articles homonymes, voir Woodmere.
Woodmere est un hameau et une census-designated place (CDP) du comté de Nassau (New York), aux États-Unis. D'après le recensement des États-Unis de 2010, sa population est de 17 121 habitants.
Woodmere est l'une des communautés de Long Island, connues sous le nom de Five Towns (en). Ce regroupement compte également les villages de Lawrence et Cedarhurst ainsi que les hameaux d'Inwood et The Hewletts, constitué des villages d'Hewlett Bay Park, Hewlett Harbor et Hewlett Neck et des hameaux d'Hewlett et Woodsburgh.
D'après le Bureau du recensement des États-Unis, Woodmere couvre une superficie de 7,0 km2.